# Dionizy

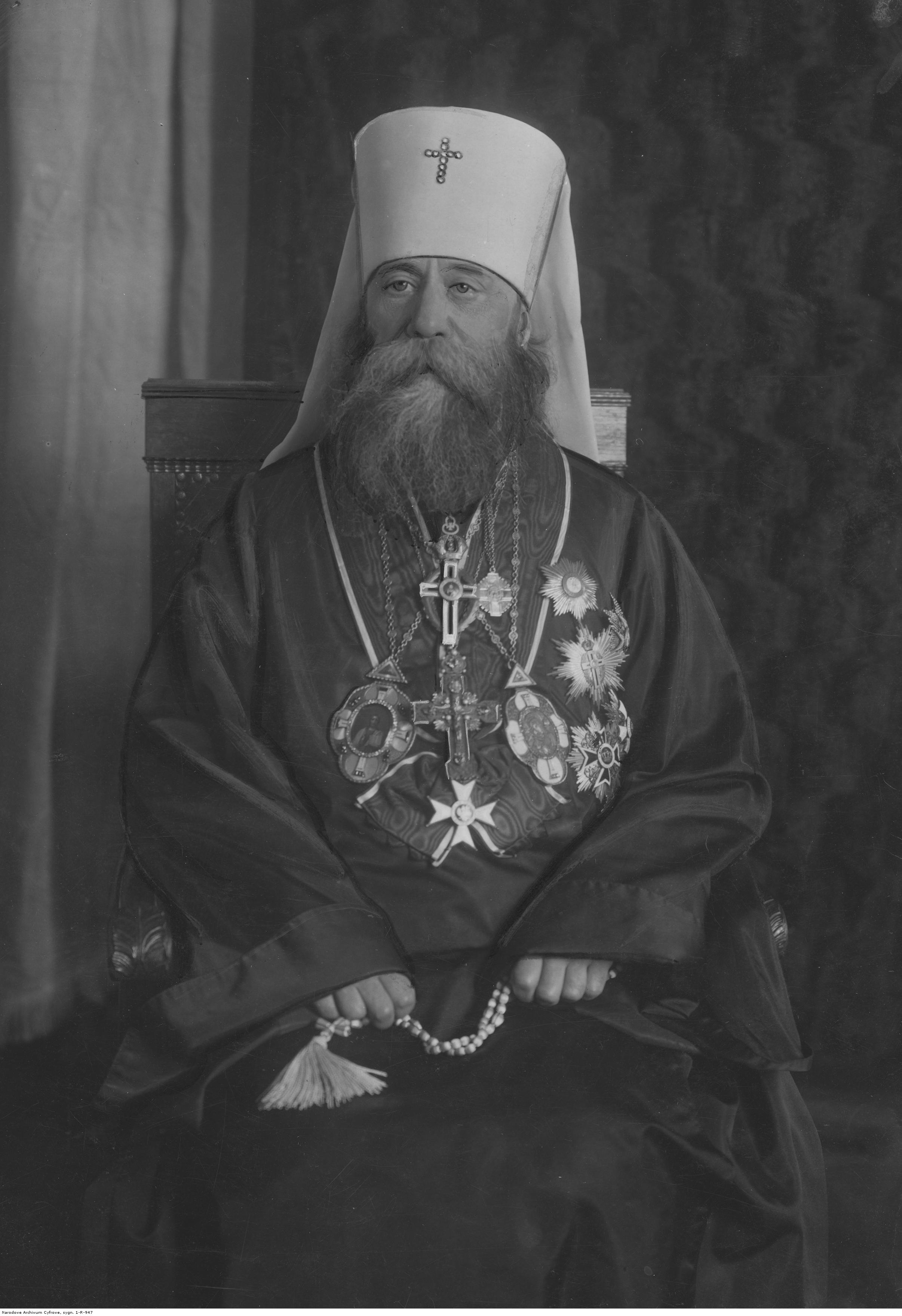
Dionizy 1933

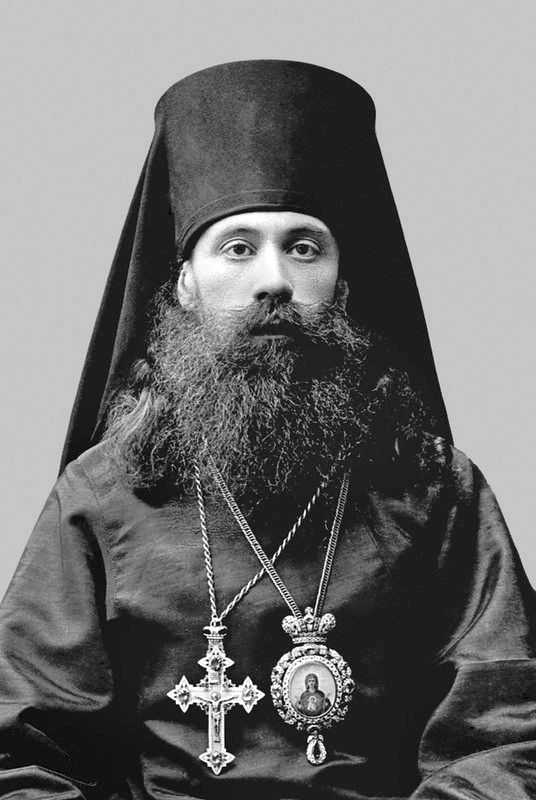
Dionizy 1913

Dionizy (weltlicher Name russisch Константи́н Никола́евич Валеди́нский Konstantin Nikolajewitsch Waledinski; * 4. Maijul. / 16. Mai 1876greg. in Murom, Gouvernement Wladimir, Russisches Kaiserreich; † 15. März 1960 in Warschau, Volksrepublik Polen) war Metropolit der Polnisch-Orthodoxen Kirche von Warschau und ganz Polen.

## Leben
Waledinski studierte zunächst am theologischen Seminar von Wladimir, wechselte jedoch 1895 an das Theologische Seminar von Ufa, das er 1896 als erster Student abschloss. Im Anschluss studierte er an der Kasaner Theologischen Akademie, wo er 1900 mit dem Grad des Theologiekandidaten graduierte und 1901 in Theologie promovierte. 1897 erhielt er den Namen Dionizy und 1899 wurde er zum Hieromonachos geweiht.
Ende 1902 erhielt er den Rang eines Archimandriten und wurde Rektor des Theologischen Seminars von Chełm, der er bis 1911 blieb. Am 28. Februar 1913 wurde Dionizy Bischof von Kremenez. 1918 unterstützte er die Gründung einer unabhängigen ukrainischen orthodoxen Kirche und 1919 wurde er amtierender Bischof von Wolhynien. In Kiew nahm er 1921 am allukrainischen Rat teil, der die nicht kanonische ukrainische autokephale orthodoxe Kirche gründete.
Am 4. September 1922 wurde er zum Erzbischof erhoben. Er war aktiv an der Gründung der autokephalen orthodoxen Kirche in Polen beteiligt und wurde 1923 in Warschau zum Metropolit der orthodoxen Kirche in Polen gewählt. Als polnischer Metropolit förderte er die Wiederbelebung der ukrainischen kirchlichen Traditionen und billigte die Übersetzung liturgischer Texte ins ukrainische und deren Verwendung in der Liturgie. Vom Patriarchen von Konstantinopel Gregor VII. erhielt die von ihm geführte Polnisch-Orthodoxe Kirche 1924 offiziell eine Autokephalie.
Am 19. Oktober 1940 weihte er den Rektor der ukrainischen Universität Kamjanez-Podilskyj und späteren Metropoliten der Ukrainisch-Autokephalen-Orthodoxen Kirche, Iwan Ohijenko (Ilarion), zum Bischof von Chełm und Podlachien.
Während des Zweiten Weltkriegs erteilte Dionizy seinen Segen zur Wiederbelebung der ukrainischen autokephalen orthodoxen Kirche und ernannte durch ein Dekret vom 24. Dezember 1941 Polikarp (Sikorskyj) zum vorläufigen Verwalter der orthodoxen autokephalen Kirche in den befreiten Gebieten der Ukraine. Nach Kriegsende internierte ihn die nun kommunistische polnische Regierung, verwehrte ihm den Titel eines Metropoliten und von der russisch-orthodoxen Kirche wurde er exkommuniziert. Nachdem er mehrere Jahre unter Hausarrest in Sosnowiec verbringen musste, ließ man ihn 1958 nach Warschau zurückkehren, wo er 83-jährig verarmt starb. Er wurde auf dem orthodoxen Friedhof im Warschauer Stadtbezirk Wola bestattet.
In Polen erschien zum Leben von Metropolit Dionizy unter dem Titel Żywot i obywatelstwo 2001 ein Dokumentarfilm.